# معبد تحتمس الثالث
معبد تحتمس الثالث في الدير البحري هو معبد جنائزي يقع في الجزء الأوسط من مجمع الدير البحري، شُيد على مصطبة صخرية وبالتالي يطل على المعبدين السابقين: معبد حتشبسوت ومعبد منتوحتب الثاني من الأسرة الحادية عشرة. بُني المعبد في العقد الأخير من حكم تحتمس الثالث، أي حوالي 1435-1425 قبل الميلاد. وقد دمره زلزال، على الأرجح، في بداية عهد الأسرة الحادية والعشرين. حُفظت أجزاء من الجدران المغطاة بزخارف بارزة. كان من المفترض أن يكون المبنى مصمماً على غرار المعابد المجاورة ذات المدرجات ذات الأروقة والأعمدة التي تحيط بالمنحدرات المؤدية إلى مستويات أعلى. المسماة دجسر-أخت (قدس الأفق). كُشف عن أطلال معبد تحتمس الثالث في أعوام 1962-1967. بدأ أعمال التنقيب الأستاذ الجامعي كازيميرز ميشالوفسكي [الإنجليزية]، مدير مركز البحوث بالقاهرة، المركز البولندي لآثار منطقة البحر الأبيض المتوسط في جامعة وارسو (المركز البولندي لآثار البحر الأبيض المتوسط بجامعة وارسو حالياً [الإنجليزية]). استؤنف العمل في 1978 لإعادة بناء زخرفة المعبد.

## انظر أيضًًا
- المعبد الجنائزي لأمنحتب الثالث
- معبد أمنحتب الرابع
- معبد رمسيس الثالث
- معبد آتون الكبير
- المعبد الجنائزي لمنتوحوتب الثاني

## للمزيد من القراءة
- Nathalie Beaux, Mariusz Caban, Dawid F. Wieczorek. A new double foundation deposit in the Hathor Shrine of Tuthmosis III at Deir el-Bahari. Polish Archaeology in the Mediterranean, 27/2 (2018)
- Monika Dolińska. Deir el-Bahari Temple of Tuthmosis III: seasons 2012–2013. Polish Archaeology in the Mediterranean, 24/1 (2015).
- Rafał Czerner. Architecture of the Temple of Tuthmosis III at Deir el-Bahari. Some remarks on the Hypostyle Hall: study on architectural elements of the roof structure. In P. Kousoulis and N. Lazaridis (eds), Proceedings of the Tenth International Congress of Egyptologists, University of the Aegean, Rhodes, 22–29 May 2008 (=Orientalia lovaniensia analecta 241). Leuven–Paris–Bristol 2015, CT: Peeters.

## وصلات خارجية
- بعثة معبد تحتمس الثالث بالدير البحري